# Callopora discreta
Callopora discreta is een mosdiertjessoort uit de familie van de Calloporidae. De wetenschappelijke naam van de soort is, als Membranipora discreta, voor het eerst geldig gepubliceerd in 1862 door Hincks.